# José Muñoz del Castillo
José Muñoz del Castillo (Granada, 1850 – Madrid, 30 de enero de 1926)   fue un químico español.

## Biografía
Doctor en química y farmacia, en 1869 obtiene la cátedra de elementos de Física y Química del Instituto de Segunda Enseñanza de Logroño . Asimismo dirigió la revista Las Vidas Americanas y estableció el primer vivero de cepas de origen americano. En 1878 dio conferencias divulgativas sobre la filoxera y en 1880 asistió como delegado del Ministerio de Fomento de España al Congreso Internacional Filoxérico de Zaragoza.
Cátedratico de ampliación de física en la Universidad de Zaragoza (1881), en donde impulsará la creación del Observatorio Meteorológico. En 1886 propuso la creación de una Academia de Ciencias de Zaragoza, proyecto que no se realizaría hasta 1914.  En 1887 obtuvo la cátedra de mecánica química de la Universidad Central de Madrid, dirigiendo el Laboratorio de Radioactividad (1904). Estudió la radioactividad de aguas minerales.  En 1899 fue elegido académico de la Real Academia de Ciencias Exactas, Físicas y Naturales, ingresando en 1901 con el discurso Estequiología o Química de los cuerpos simples .  Desde 1907 fue presidente de la Real Sociedad Española de Física y Química  y en 1910 fue elegido senador del reino por la Universidad de Sevilla . 

## Obras
- Vademécum-filoxérico (1880)
- Tratado elemental de física (1882 y 1890)
- La porcelana del amianto en los hospitales (1895)
- Ejercicios prácticos de Física (1901)